# Rio Pardinho
O rio Pardinho é um curso de água do estado do Rio Grande do Sul, Brasil. Nasce em região de divisa dos municípios de Gramado Xavier e Boqueirão do Leão, e desemboca no rio Pardo. Com 105km de extensão e desnível de 704m, pertence à Bacia Hidrográfica do rio Pardo. Apresenta diversos pontos de poluição de origem variada, além de secar em períodos de estiagem, e transbordar em períodos de cheia.

## Fonte de água
O rio Pardinho cruza o distrito homônimo do município de Santa Cruz do Sul, sendo a principal fonte de água da cidade, através do abastecimento do lago Telmo Kirst, reservatório artificial construído para esse propósito. É a principal fonte de água também para o município de Sinimbu, por onde passa, além de drenar diversos outros.

## Cheias

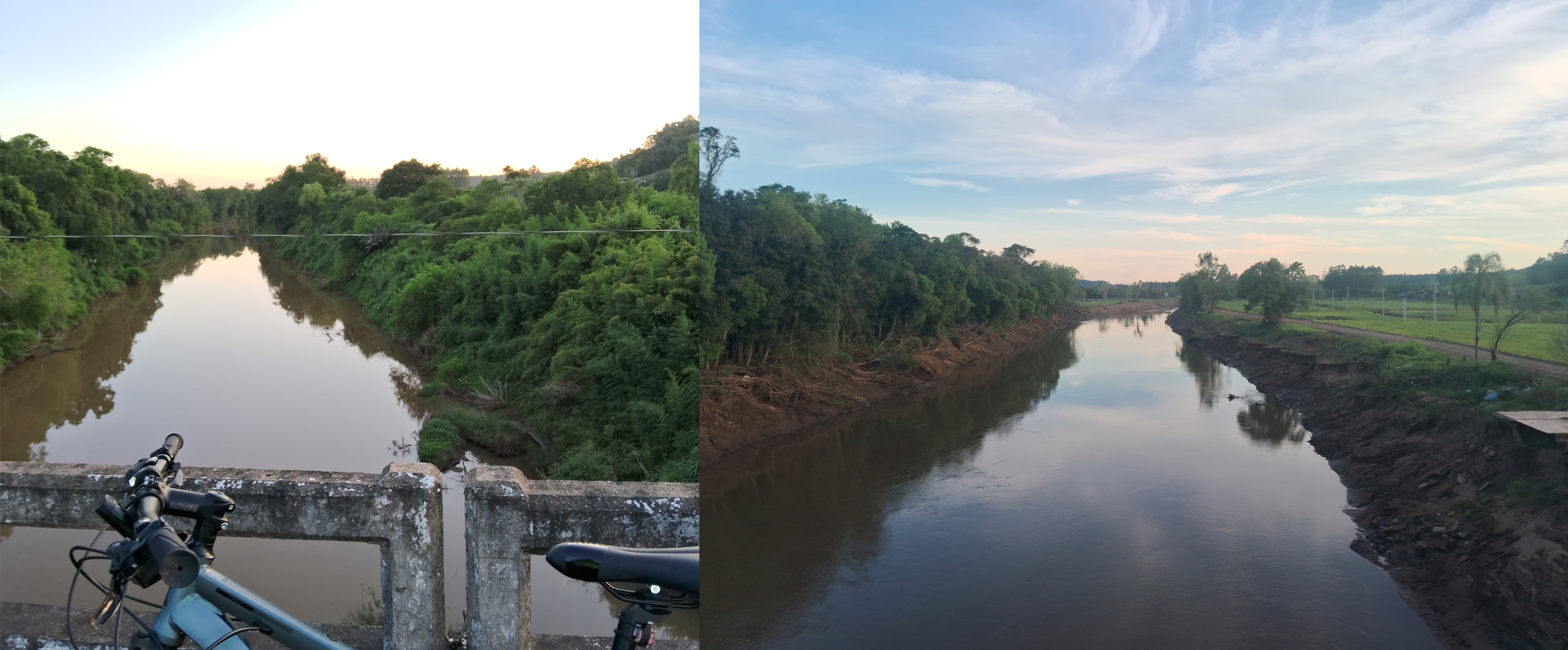
O mesmo ponto do rio Pardinho antes e depois da cheia de 2024.

Além da seca em períodos de estiagem, o rio Pardinho registra períodos de cheias relevantes. Em 2011 um período de fortes chuvas afetou 101 mil pessoas no estado, inclusive devido à cheia do rio Pardinho.:71 Por cruzar o distrito homônimo e por seus tributários drenarem a área urbana de Santa Cruz do Sul, tais regiões são diretamente afetadas por cheias do rio, apresentando inundações relevantes em vinte anos num período de quarenta anos, de 1980 a 2019.:150,162 Em 2024, um período de chuva intensa causou enchentes no estado, o rio Pardinho transbordando e ilhando o município de Sinimbu, causando ainda dano significativo em seu distrito homônimo, em Santa Cruz do Sul.